# Pieve di Tresivio
La pieve di Tresivio fu un'antica suddivisione territoriale della diocesi di Como e del Terziere di mezzo della Valtellina grigionese con capoluogo Tresivio.